# 1980 World Tour
Die 1980 World Tour war eine Tournee durch Nordamerika und Ozeanien, die der britische Musiker und Komponist Elton John zur Verkaufsförderung seines vierzehnten Studioalbums 21 at 33 unternahm. Im Verlauf der Tournee trat John in 63 Konzerten in Nordamerika, Australien und Neuseeland auf.

## Tournee
Mit einem privaten Auftritt am 25. August 1980 im Palomino Club in Los Angeles spielte sich John mit seiner neuen Tourneeband für die kommende 1980 World Tour ein. Auf den Tag genau zehn Jahre vorher gab John seine erste Show überhaupt in den USA im nahe gelegenen Troubadour.
Mit Judie Tzuke als Vorgruppe begann John die Konzertreise in Nordamerika. Sein kostenloses Gastspiel am 13. September 1980 im Central Park in New York war ein gefeierter Höhepunkt. Zeitweise als Donald Duck verkleidet spielte er vor 450.000 Menschen, auch John Lennons Imagine unweit dessen Appartement im Dakota Building. Die Show wurde aufgezeichnet und später von HBO ausgestrahlt sowie als käufliches Video angeboten. Einzelne Ausschnitte waren zeitweise auch auf Johns Internetauftritt veröffentlicht.
Nach dem Konzert fand auf einem schwimmenden Museum, dem Schiff Peking, die After-Show-Party statt. Überraschend nahm daran auch John Lennon mit Yoko Ono teil und erzählte John von seinem aktuellen Musikprojekt. Es war das letzte Mal sein, dass John seinem Freund Lennon begegnete.
Während des australischen Teils seiner Konzerttour war John gerade in Melbourne gelandet, als er über Lennons gewaltsamen Tod informiert wurde. Da es ihm wegen seiner terminlichen Verpflichtungen in Australien nicht möglich war nach New York zu fliegen, mietete er für einen Trauergottesdienst in Melbourne die City Cathedral für die exakt gleiche Zeit, zu der sich im Central Park die Leute versammelten.
Mit Schlagzeuger Nigel Olsson und Bassist Dee Murray startete John zehn Jahre vorher seine Karriere mit Live-Auftritten in den USA. Zuletzt begleiteten sie ihn auf der North American Tour 1974 und werden heute noch gemeinsam mit dem Gitarristen Davey Johnstone als die beste Elton-John-Band bezeichnet. Olsson und Murray wurden von John nicht nur für die 1980 World Tour verpflichtet, zwei Lieder aus Olssons Solo-Projekt wurden sogar fester Bestandteil der regelmäßig bei den Auftritten gespielten Titel. Johnstone hingegen hatte nur Gelegenheit zu einem Gastauftritt am 6. November in Inglewood in der Nähe von Los Angeles.

## Tourneetermine
| Datum                     | Stadt                     | Land               | Veranstaltungsort               |
| Nordamerika               | Nordamerika               | Nordamerika        | Nordamerika                     |
| ------------------------- | ------------------------- | ------------------ | ------------------------------- |
| 4. September 1980         | Madison, Wisconsin        | Vereinigte Staaten | Dane County Coliseum            |
| 5. September 1980         | Rosemont, Illinois        | Vereinigte Staaten | Rosemont Horizon                |
| 6. September 1980         | Detroit, Michigan         | Vereinigte Staaten | Joe Louis Arena                 |
| 7. September 1980         | Toronto                   | Kanada             | Maple Leaf Gardens              |
| 8. September 1980         | Toronto                   | Kanada             | Maple Leaf Gardens              |
| 9. September 1980         | Montreal                  | Kanada             | Forum de Montréal               |
| 11. September 1980        | Providence, Rhode Island  | Vereinigte Staaten | Providence Civic Center         |
| 12. September 1980        | Hartford, Connecticut     | Vereinigte Staaten | Hartford Civic Center           |
| 13. September 1980        | New York City, New York   | Vereinigte Staaten | Central Park                    |
| 16. September 1980        | Baltimore, Maryland       | Vereinigte Staaten | Baltimore Civic Center          |
| 18. September 1980        | Charlotte, North Carolina | Vereinigte Staaten | Charlotte Coliseum              |
| 19. September 1980        | Columbia, South Carolina  | Vereinigte Staaten | Carolina Coliseum               |
| 20. September 1980        | Raleigh, North Carolina   | Vereinigte Staaten | Reynolds Coliseum               |
| 23. September 1980        | Hampton, Virginia         | Vereinigte Staaten | Hampton Coliseum                |
| 25. September 1980        | Oxford, Ohio              | Vereinigte Staaten | Millett Hall                    |
| 26. September 1980        | Lexington, Kentucky       | Vereinigte Staaten | Rupp Arena                      |
| 27. September 1980        | Indianapolis, Indiana     | Vereinigte Staaten | Market Square Arena             |
| 28. September 1980        | Toledo, Ohio              | Vereinigte Staaten | Centennial Hall                 |
| 29. September 1980        | Richfield, Ohio           | Vereinigte Staaten | Richfield Coliseum              |
| 2. Oktober 1980           | West Lafayette, Indiana   | Vereinigte Staaten | Elliott Hall of Music           |
| 3. Oktober 1980           | Carbondale, Illinois      | Vereinigte Staaten | SIU Arena                       |
| 4. Oktober 1980           | Champaign, Illinois       | Vereinigte Staaten | Assembly Hall                   |
| 5. Oktober 1980           | Lincoln, Nebraska         | Vereinigte Staaten | Bob Devaney Sports Center       |
| 7. Oktober 1980           | Tulsa, Oklahoma           | Vereinigte Staaten | Tulsa Convention Center         |
| 9. Oktober 1980           | Oklahoma City, Oklahoma   | Vereinigte Staaten | Myriad Convention Center        |
| 10. Oktober 1980          | Kansas City, Missouri     | Vereinigte Staaten | Kemper Arena                    |
| 11. Oktober 1980          | Ames, Iowa                | Vereinigte Staaten | Hilton Coliseum                 |
| 14. Oktober 1980          | Houston, Texas            | Vereinigte Staaten | The Summit                      |
| 15. Oktober 1980          | Austin, Texas             | Vereinigte Staaten | Special Events Center           |
| 16. Oktober 1980          | Dallas, Texas             | Vereinigte Staaten | Reunion Arena                   |
| 18. Oktober 1980          | Denver, Colorado          | Vereinigte Staaten | McNichols Sports Arena          |
| 20. Oktober 1980          | Portland, Oregon          | Vereinigte Staaten | Portland Memorial Coliseum      |
| 21. Oktober 1980          | Seattle, Washington       | Vereinigte Staaten | Seattle Center Coliseum         |
| 24. Oktober 1980          | Oakland, Kalifornien      | Vereinigte Staaten | Oakland-Alameda County Coliseum |
| 26. Oktober 1980          | Tucson, Arizona           | Vereinigte Staaten | Tucson Convention Center        |
| 28. Oktober 1980          | Tempe, Arizona            | Vereinigte Staaten | ASU Activity Center             |
| 29. Oktober 1980          | San Diego, Kalifornien    | Vereinigte Staaten | San Diego Sports Arena          |
| 1. November 1980          | Anaheim, Kalifornien      | Vereinigte Staaten | Anaheim Convention Center       |
| 2. November 1980          | Anaheim, Kalifornien      | Vereinigte Staaten | Anaheim Convention Center       |
| 6. November 1980          | Inglewood, Kalifornien    | Vereinigte Staaten | The Forum                       |
| 7. November 1980          | Inglewood, Kalifornien    | Vereinigte Staaten | The Forum                       |
| 8. November 1980          | Inglewood, Kalifornien    | Vereinigte Staaten | The Forum                       |
| 9. November 1980          | Inglewood, Kalifornien    | Vereinigte Staaten | The Forum                       |
| 14. November 1980         | Honolulu, Hawaii          | Vereinigte Staaten | Neal S. Blaisdell Center        |
| 15. November 1980         | Honolulu, Hawaii          | Vereinigte Staaten | Neal S. Blaisdell Center        |
| 16. November 1980         | Honolulu, Hawaii          | Vereinigte Staaten | Neal S. Blaisdell Center        |
| Australien und Neuseeland |                           |                    |                                 |
| 22. November 1980         | Auckland                  | Neuseeland         | Western Springs Stadium         |
| 26. November 1980         | Wellington                | Neuseeland         | Athletic Park                   |
| 30. November 1980         | Sydney                    | Australien         | Athletic Park                   |
| 1. Dezember 1980          | Sydney                    | Australien         | Athletic Park                   |
| 2. Dezember 1980          | Sydney                    | Australien         | Athletic Park                   |
| 3. Dezember 1980          | Sydney                    | Australien         | Athletic Park                   |
| 6. Dezember 1980          | Brisbane                  | Australien         | Brisbane Festival Hall          |
| 7. Dezember 1980          | Brisbane                  | Australien         | Brisbane Festival Hall          |
| 8. Dezember 1980          | Brisbane                  | Australien         | Brisbane Festival Hall          |
| 11. Dezember 1980         | Melbourne                 | Australien         | Festival Hall                   |
| 12. Dezember 1980         | Melbourne                 | Australien         | Festival Hall                   |
| 13. Dezember 1980         | Melbourne                 | Australien         | Festival Hall                   |
| 16. Dezember 1980         | Adelaide                  | Australien         | Memorial Drive Park             |
| 20. Dezember 1980         | Perth                     | Australien         | Perth Entertainment Centre      |
| 21. Dezember 1980         | Perth                     | Australien         | Perth Entertainment Centre      |
| 22. Dezember 1980         | Perth                     | Australien         | Perth Entertainment Centre      |

## Vortragsliste
Die vorgetragenen Lieder waren in Auswahl und Reihenfolge nicht in allen Konzerten identisch. Nachstehend eine Liste der überwiegend gespielten Titel.
1. „Funeral for a Friend/Love Lies Bleeding“
2. „Tiny Dancer“
3. „Goodbye Yellow Brick Road“
4. „All the Girls Love Alice“
5. „Rocket Man“
6. „Sartorial Eloquence“
7. „Philadelphia Freedom“
8. „Sorry Seems to Be the Hardest Word“
9. „Saturday Night“ (Nigel Olsson song)
10. „All I Want Is You“ (Nigel Olsson song)
11. „Saturday Night's Alright for Fighting“
12. „Harmony“
13. „White Lady, White Powder“
14. „Little Jeannie“
15. „Bennie and the Jets“
16. „Imagine“ (John Lennon song)
17. „Ego“
18. „Have Mercy on the Criminal“
19. „Someone Saved My Life Tonight“
20. „Your Song“
21. „Bite Your Lip“

## Elton-John-Band der Tournee
- Elton John – Gesang, Klavier
- Richie Zito – Gitarre, Begleitstimme
- Tim Renwick – Rhythmus-Gitarre, Begleitstimme
- Dee Murray – Bass-Gitarre, Begleitstimme
- Nigel Olsson – Schlagzeug, Begleitstimme
- James Newton Howard – Keyboards, Elektrisches Klavier, Synthesizer, Begleitstimme